# Genki Hitomi
Genki Hitomi (人見 元基 Hitomi Genki?) (nacido Noriaki Hitomi; Tokio, Japón; 1 de octubre de 1957) es un cantante japonés, más conocido por ser el vocalista principal del grupo de heavy metal Vow Wow en los años 1980.

## Biografía
Hitomi empezó su carrera como cantante cuando era un estudiante en la Universidad de Tokio de Estudios Extranjeros. Entonces él formó la banda Noiz con los miembros del grupo Carmen Maki & OZ. Noiz lanzó su primer álbum en 1983, pero pronto rompieron su relación profesional.
En 1984, Hitomi se unió a Bow Wow, renombrando la banda como Vow Wow. Vow Wow lanzó seis discos de estudio y se separaron en 1990. Después de esto, Hitomi se convirtió en un profesor de secundaria.